# 第21回サウスイースタン映画批評家協会賞
21st SEFCA Awards

2012年12月17日
作品賞: 

『アルゴ』
監督賞: 

ベン・アフレック

『アルゴ』
第21回サウスイースタン映画批評家協会賞は、サウスイースタン映画批評家協会が2012年の映画の映画に贈る賞であり、2012年12月17日に発表された。

## トップ10作品
1. 『アルゴ』
2. 『ゼロ・ダーク・サーティ』
3. 『リンカーン』
4. 『ムーンライズ・キングダム』
5. 『世界にひとつのプレイブック』
6. 『ハッシュパピー 〜バスタブ島の少女〜』
7. 『ザ・マスター』
8. 『レ・ミゼラブル』
9. 『ライフ・オブ・パイ/トラと漂流した227日』
10. 『ダークナイト ライジング』

## 受賞と次点一覧
主演男優賞
- ダニエル・デイ＝ルイス - 『リンカーン』
  - 次点: ホアキン・フェニックス - 『ザ・マスター』

主演女優賞
- ジェニファー・ローレンス - 『世界にひとつのプレイブック』
  - 次点: ジェシカ・チャステイン - 『ゼロ・ダーク・サーティ』

アニメ映画賞
- 『パラノーマン ブライス・ホローの謎』
  - 次点: フランケンウィニー』

撮影賞
- 『ライフ・オブ・パイ/トラと漂流した227日』 - クラウディオ・ミランダ
  - 次点: 『007 スカイフォール』 - ロジャー・ディーキンス

監督賞
- ベン・アフレック - 『アルゴ』
  - 次点: キャスリン・ビグロー - 『ゼロ・ダーク・サーティ』

ドキュメンタリー映画賞
- 『クイーン・オブ・ベルサイユ 大富豪の華麗なる転落』
  - 次点: 『追いつめられて 〜アメリカ いじめの実態〜』

アンサンブル賞
- 『リンカーン』
  - 次点: 『ムーンライズ・キングダム』

作品賞
- 『アルゴ』
  - 次点: 『ゼロ・ダーク・サーティ』

外国語映画賞
- 『最強のふたり』・ フランス
  - 次点: 『愛、アムール』・ オーストリア

脚色賞
- 『アルゴ』 - クリス・テリオ
  - 次点: 『リンカーン』 - トニー・クシュナー

オリジナル脚本賞
- 『ムーンライズ・キングダム』 - ウェス・アンダーソン、ロマン・コッポラ
  - 次点: 『ゼロ・ダーク・サーティ』 - マーク・ボール

助演男優賞
- フィリップ・シーモア・ホフマン - 『ザ・マスター』
  - 次点: トミー・リー・ジョーンズ - 『リンカーン』

助演女優賞
- アン・ハサウェイ - 『レ・ミゼラブル』
  - 次点: サリー・フィールド - 『リンカーン』

ジェーン・ワイアット賞
- 『ハッシュパピー 〜バスタブ島の少女〜』
  - 次点: 『バーニー/みんなが愛した殺人者』